# Чемпионат Швейцарии по волейболу среди мужчин
Чемпионат Швейцарии по волейболу среди мужчин — ежегодное соревнование мужских волейбольных команд Швейцарии. Проводится с 1957 года.
Соревнования проходят в семи дивизионах — Лиге А, Лиге В, 1—5-й лигах. Организатором чемпионатов является Швейцарский волейбольный союз.

## Формула соревнований (Лига А)
Чемпионат 2024/25 в Лиге А включал три этапа — два групповых и плей-офф. На первой стадии 9 команд играли в 2 круга. На второй лучшие 6 команд провели однокруговой турнир с учётом всех результатов 1-го этапа. Команды, занявшие на первом этапе места с 7-го по 9-е провели двухкруговой турнир также с учётом всех результатов 1-го этапа. 6 команд вышли в плей-офф (1-я и 2-я — непосредственно в полуфинал) и далее по системе с выбыванием определили финалистов, которые разыграли первенство. Серии матчей проводились до двух (четвертьфинал) и до трёх (полуфинал и финал) побед одного из соперников.
За победу со счётом 3:0 и 3:1 команды получают 3 очка, за победу 3:2 — 2, за поражение 2:3 — 1 очко, за поражения 1:3 и 0:3 очки не начисляются.
В чемпионате 2024/25 в Лиге А играли 9 команд: «Амрисвиль», «Шёненверд», «Шенуа Женев» (Женева), «Нефельс», «Лозанна», «Йона», «Санкт-Галлен», «Коломбье», «Зурзе». Чемпионский титул выиграл «Амрисвиль», победивший в финальной серии «Шёненверд» 3-0 (3:0, 3:0, 3:2). 3-е место занял «Нефельс».

## Чемпионы
| - 1957 «Лозанна» - 1958 «Уни» Берн - 1959 «Лозанна» - 1960 «Лозанна» - 1961 «Серветт» Женева - 1962 «Серветт» Женева - 1963 «Серветт» Женева - 1964 «Серветт» Женева - 1965 «Серветт» Женева - 1966 «Серветт» Женева - 1967 «Серветт» Женева - 1968 «Стар» Женева - 1969 «Стар» Женева - 1970 «Спада Академика» Цюрих - 1971 «Спада Академика» Цюрих - 1972 «Спада Академика» Цюрих - 1973 «Спада Академика» Цюрих - 1974 «Серветт» Женева - 1975 «Биль-Бьенн» Биль - 1976 «Биль-Бьенн» Биль - 1977 «Волеро» Цюрих - 1978 «Биль-Бьенн» Биль - 1979 «Биль-Бьенн» Биль - 1980 «Биль-Бьенн» Биль - 1981 «Серветт» Женева - 1982 «Серветт» Женева - 1983 «Уни» Лозанна - 1984 «Шенуа Женев» Женева - 1985 «Лейзен» - 1986 «Лейзен» - 1987 «Лейзен» - 1988 «Лейзен» - 1989 «Лейзен» - 1990 «Лейзен» - 1991 «Уни» Лозанна | - 1992 «Уни» Лозанна - 1993 «Уни» Лозанна - 1994 «Уни» Лозанна - 1995 «Уни» Лозанна - 1996 «Шенуа Женев» Женева - 1997 «Шенуа Женев» Женева - 1998 «Конкордия» Нефельс - 1999 «Конкордия» Нефельс - 2000 «Конкордия» Нефельс - 2001 «Конкордия» Нефельс - 2002 «Шенуа Женев» Женева - 2003 «Конкордия» Нефельс - 2004 «Конкордия» Нефельс - 2005 «Конкордия» Нефельс - 2006 «Шенуа Женев» Женева - 2007 «Конкордия» Нефельс - 2008 «Уни» Лозанна - 2009 «Амрисвиль» - 2010 «Амрисвиль» - 2011 «Нефельс» - 2012 «Шенуа Женев» Женева - 2013 «Драгонс» Лугано - 2014 «Драгонс» Лугано - 2015 «Драгонс» Лугано - 2016 «Амрисвиль» - 2017 «Амрисвиль» - 2018 «Лозанна» - 2019 «Лозанна» - 2020 чемпионат не завершён, итоги не подведены - 2021 «Шенуа Женев» Женева - 2022 «Линдарен» Амрисвиль - 2023 «Шёненверд» - 2024 «Шёненверд» - 2025 «Амрисвиль» |